# Csin Si Huang-ti
Csin Si Huang-ti (Qin Shi Huangdi) (kínai írással: 秦始皇帝; i. e. 259 – i. e. 210) Kína első császára, a Csin (Qin)-dinasztia alapítója.
Csao Cseng (Zhao Zheng) (vagy Jing Cseng (Ying Zheng)) néven született Csin (Qin) állam trónörököse, Ji-zsen (Yiren) herceg (aki akkor az egyik szomszédos királyság udvarában élt túszként) és felesége, egy volt táncosnő gyerekeként. Apja korán meghalt, és Cseng i. e. 247-ben 13 évesen került Csin trónjára. Míg kiskorú volt, Lü Pu-vej (Lü Buwei) kancellár (anyja korábbi gazdája) kormányzott helyette. Nagykorúvá válásakor anyja szeretője, Lao Aj (Lao Ai) államcsínyt kísérelt meg ellene, de nem járt sikerrel. Csin királyaként sorra hódította meg a hadakozó fejedelemségek korának többi államát és i. e. 221-re, 38 éves korára egyesítette Kínát, amelynek első császárává kiáltotta ki magát. Uralkodása alatt a kínai állam nagy mértékben terjeszkedett dél és észak felé egyaránt.
Kancellárja, Li Sze (Li Si) segítségével legista elvek alapján rendezte be államát. Nagyszabású belpolitikai és gazdasági reformokat hajtott végre, egységesítette a pénzrendszert, az írást és a mértékegységeket. Az ország északi határán a már meglévő erődrendszerek összekötésével kialakította a Nagy Fal első változatát. Számos új utat és csatornát építtetett. Az utókor zsarnoknak tartotta, mert könyörtelenül leszámolt a reformjait nem követőkkel. Betiltott az irodalmi és költészeti tartalmú könyveket, azt a több száz tudóst, akiknél ilyeneket találtak, állítólag élve eltemettette. Rettegett a haláltól, megszállottan kereste az örök élet elixírjét. Város méretű mauzóleumát több ezer, agyagból készült, élethű katonaszobor hadseregével őriztette.
A klasszikus konfuciánus történetírás megalomán zsarnokként tekintett rá. A 20. században sokat változott a megítélése, inkább országegyesítő, reformokat bevezető uralkodóként tekintenek rá, bár alakja átpolitizált, ideológiailag erősen befolyásolt.

## Nevének eredete

Csin Si Huang pecsétírással, illetve standard írásjegyekkel

A mai kínai források Csin Si Huang-ti (Qin Shi Huangdi) eredeti születési nevét általában Jing Cseng (Ying Zheng)-ként adják meg, ahol a Jing (Yíng) (嬴) a vezetéknév, a Cseng (Zheng) (政) pedig a személynév. A korabeli Kínában azonban mások voltak a névadási szokások; a hozzá hasonló arisztokratáknak két vezetéknevük volt: egy családnév (姓, hszing (xing), amely egy híres ősre visszavezethető nagyobb dinasztiát jelentett; valamint ezen belül egy nemzetségnév (氏, si (shi)), amely többnyire egy földbirtokra vagy címre utalt. A korabeli történetírók, mint Sze-ma Csien (Sima Qian) a nemzetségnevet és a személynevet adták meg, ami ebben az esetben Csao Cseng (Zhao Zheng) volt. Azonban, mivel a mai kínai vezetéknevek (bár többnyire nemzetségnevekből származnak) ugyanazokat az írásjeleket használják, mint a régi családnevek, a mai kínai források inkább a Jing Cseng (Ying Zheng) nevet adják meg, a császár családnevét (Jing (Ying)) használva.
Csin (Qin) állam uralkodói Huj-ven (Huiwen)től (i. e. 325) kezdődően a király (王, vang (wáng)) címet használták. Címe egyenrangú volt az ősi Sang (Shang) és Csou (Zhou)-dinasztiák uralkodóiéval (utóbbi dinasztia utolsó tagjának – formális – uralmát éppen Cseng (Zheng) nagyapja, Csao-hsziang (Zhaoxiang) döntötte meg i. e. 256-ban)
Mikor i. e. 221-ben Csi (Qi) államot is annektálta, Cseng újraegyesítette a korábbi Csou (Zhou) állam által uralt valamennyi területet. Ahelyett azonban, hogy megtartotta volna korábbi királyi rangját, új címet kreált magának, a huang-ti (huángdì)t (császár). Ez a rang két korábbi címet egyesített, a ősi, mitikus három fenségét (三皇, Szan Huang (Sān Huáng)) és öt császárét (五帝, Vu Ti (Wŭ Dì)), valamint utalt a mondabeli Sárga Császárra is, melynek kultusza igen népszerű volt a hadakozó fejedelemségek korában. Cseng (Zheng) uralkodói névként a Si Huang-ti (Shi Huangdi)t választotta ami egyszerűen Első Császárt jelent. Elképzelése az volt, hogy utódai majd a Második Császár, Harmadik Császár, stb. neveket fogják majd felvenni, de ez a rendszer csak közvetlen utódja, Er Si Huang-ti (jelentése Második Császár) esetében működött. A cím erős vallásos áthallásai miatt egyes sinológusok a huang-ti (huangdi) címet inkább istencsászárként (thearkhosz) fordítják.
Az Első Császár még Si Huang-ti (Shi Huangdi) formában használta uralkodói nevét, de utódjának öngyilkossága és a Han-dinasztia uralomra jutása után neve elé illesztették dinasztiájának nevét is, így lett Csin Si Huang-ti (Qin Shi Huangdi):
- 秦 Csin (Qín): Csin (Qin)-béli
- 始 Si (Shǐ): Első[10]
- 皇帝Huang-ti (Huángdì), Császár; ami két tagból áll össze:
  - 皇 Huang (Huáng), jelentése fényes, pompás, gyakran használták a Menny jelzőjeként[11] a három fenség (a Csou (Zhou)-dinasztia tienje) címe.[12]
  - 帝 Ti (Dì), a Sang (Shang)-dinasztia legfőbb isteni lénye[13] és a legendás öt császár (köztük a Sárga Császár) címe.

Már Sze-ma Csien (Sima Qian) korában is szokás volt a császár nevét Csin Si Huang (Qin Shi Huang)-ra rövidíteni.
Császárrá válás után korábbi személynevét a Cseng (Zheng)et (政 és később talán a hasonlóan hangzó 正 is) mások nem használhatták. Ugyancsak tabuvá vált apja személyneve, a Csu (Chu) államra hivatkozó Ce-csu (Zichu) (子楚) is. Az Első Császár kisajátította a 朕 első számú személyes névmást is, a továbbiakban ezt csak ő használhatta. I. e. 212-től nevébe felvette a "halhatatlan" jelzőt.

## Származása

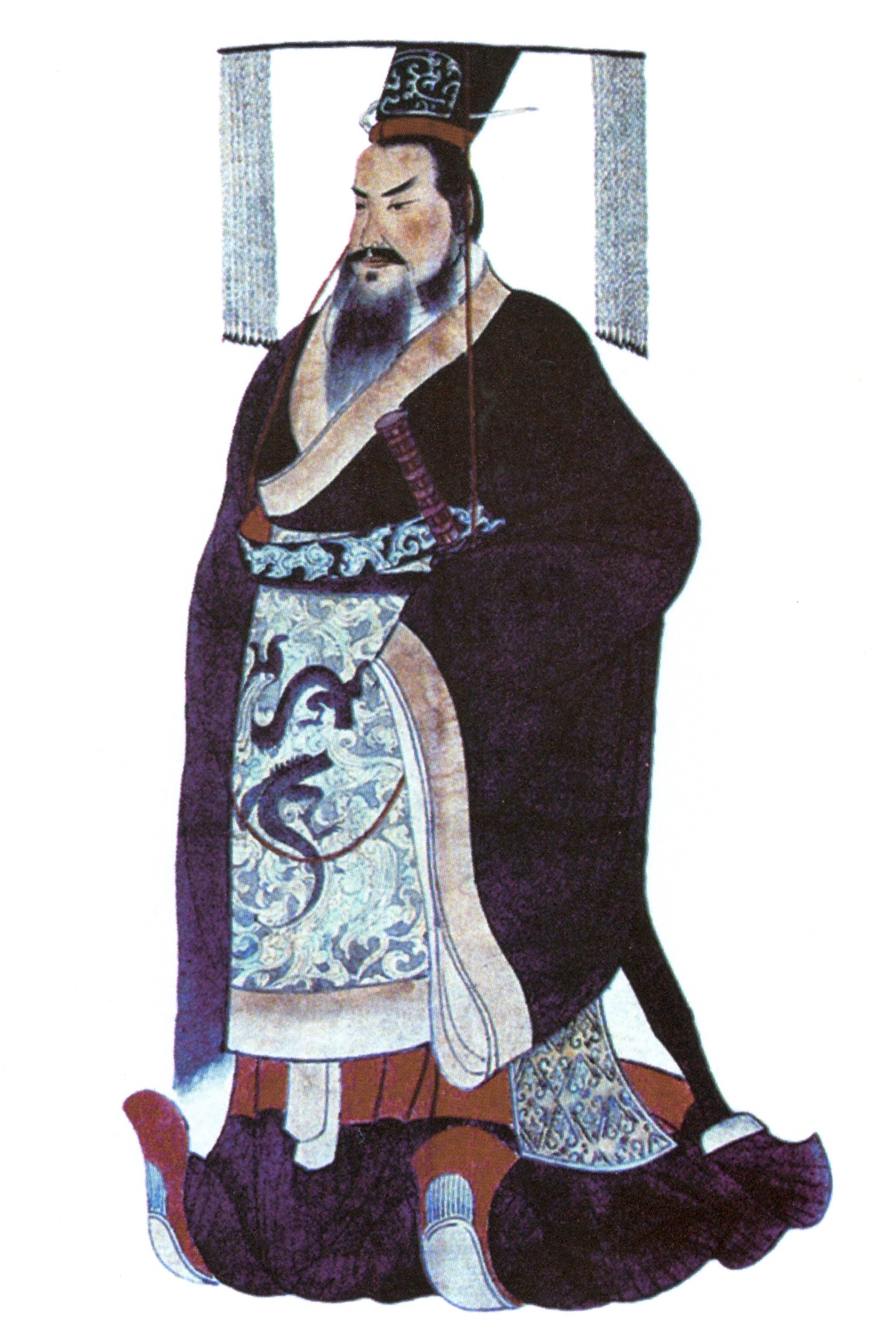
Az Első Császár 19. századi ábrázolása

A Han-dinasztia idején élt Sze-ma Csien (Sima Qien) által írt A történetíró feljegyzései alapján az Első Császár Ji-zsen (Yiren), Csin (Qin) állambeli herceg (akiből később Csuang-hsziang (Zhuangxiang) néven az állam királya lett) első fiaként látta meg a napvilágot. A herceg ekkor Csao (Zhao) királyának udvarában élt, ahol túszként tartották a két állam közti békeszerződés biztosítékaként. Ji-zsen (Yiren) herceg első látásra beleszeretett egy gazdag Vej (Wei)-beli kereskedő, Lü Pu-vej (Lü Buwei) ágyasába. A kereskedő beleegyezett, hogy feleségül vegye a lányt, aki királynéként a Csao Csi (Zhao Ji) nevet vette fel, országa után. A leendő császár a Csao Cseng (Zhao Zheng) nevet kapta: a Cseng (Zheng) születésének hónapjából, a kínai holdnaptár első hónapjából (cseng-jüe (zhengyue)) származik; a Csao (Zhao) pedig apja nemzetségneve volt és nem volt köze sem anyja, sem pedig születési országának nevéhez. Lü Pu-vej (Lü Buwei) a herceg barátja maradt, és intrikáival hozzájárult trónra kerüléséhez i. e. 250-ben.
A történetíró feljegyzései azonban azt is állítja, hogy Csao Cseng (Zhao Zheng) nem Ji-zsen (Yiren) fia volt, hanem a kereskedő Lü Pu-vej (Lü Buwei)é. Eszerint amikor a kereskedő bemutatta a táncosnőt a hercegnek, az már tőle volt terhes és a gyerek szokatlanul hosszú terhességi idő után született. A Lü Pu-vej (Lü Buwei) krónikája alapján a leendő császár Handan városában született i. e. 259-ben, Csao-hsziang (Zhaoxiang) Csin (Qin)-béli király uralkodásának 48. évének első hónapjában.
Az Első Császár törvénytelen származása általánosan ismert volt a későbbi évszázadok során, és egyike volt azoknak a kritikáknak, amelyekkel az utókor illette személyét. A mai történészek egy része azonban kétségbe vonja az állítást és úgy vélik, hogy a szóban forgó, "szokatlanul hosszú terhességről" szóló mondatot később szúrták be a krónikába, hogy befeketítsék a zsarnoknak tartott császárt és hangsúlyozzák uralkodásának illegitim voltát. Egy kereskedőt tenni meg a császár tényleges apjának különösen megalázónak számított, mert későbbi a konfuciánus társadalom a kereskedőket tartott a legkevésbé hasznos, legalacsonyabbrendű foglalkozási ágnak.

## Csin(Qin)királya

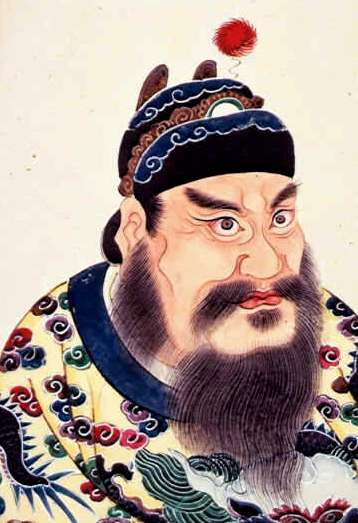
Csin Si Huang-ti (Qin Shi Huangdi) egy 18. századi, császárok portréit tartalmazó albumban

Csuang-hsziang (Zhuangxiang) király i. e. 246-ban, mindössze három évnyi uralkodás után meghalt és 13 éves fia követte a trónon. Kiskorú lévén, a közben kancellárrá emelkedett Lü Pu-vej (Lü Buwei) régensként kormányozta helyette a szomszédos országokkal gyakran hadakozó Csin (Qin) államot. Csao Cseng (Zhao Zheng)nek csak kilenc évvel később, i. e. 235-ben sikerült teljesen kézbe kerítenie a kormányzást, amikor Lü Pu-vej (Lü Buwei)t száműzte az anyjával kapcsolatos botrány miatt.
Csao Cseng (Zhao Zheng)nek volt volt egy törvényes féltestvére, Csao Cseng-csiao (Zhao Chengjiao), aki apja egyik ágyasától született. Mikor apjuk meghalt, Cseng-csiao (Chengjiao) fellázadt és átállt Csao (Zhao) államhoz. Megmaradt követőit és családjukat Csao Cseng (Zhao Zheng) kivégeztette.

### Lao Aj államcsínykísérlete
Lü Pu-vej (Lü Buwei) viszonyt folytatott az özvegy királynéval, Csao Csi (Zhao Ji)vel. Idővel aggódni kezdett, hogy a kiskorú király tudomást szerez az ügyről, ezért felhagyott a királyné látogatásával, de szerzett neki maga helyett egy megfelelő külső adottságokkal rendelkező helyettest, Lao Aj (Lao Ai)t, akit eunuchnak álcázva becsempészett szolgálói közé. Lao Aj (Lao Ai) az évek során két gyermeket is nemzett Csao Csi (Zhao Ji)nek, nemesi címet kapott és elhalmozták ajándékokkal. Részegen azzal dicsekedett, hogy ő az ifjú király mostohaapja, később pedig államcsínyt szervezett, hogy Cseng (Zheng) királyt egyik, titokban tartott fiával váltsa fel. I. e. 238-ban, amikor a király vidékre utazott, Lao Aj (Lao Ai) megszerezte a királyné pecsétjét és mozgósította a hadsereget, hogy átvegye a hatalmat. Cseng (Zheng) király ennek hallatán utasította Lü Pu-vej (Lü Buwei)t, hogy küldje csapatait a felkelők ellen. A csatában több száz lázadót megöltek, de Lao Aj (Lao Ai)nak sikerült elmenekülnie. Fejére egymillió rézpénznyi díjat tűztek ki ha élve, félmilliót, ha halva viszik a király elé. Végül elfogták és szekerekhez kötözve öt darabra szakították, családját harmadíziglen kivégezték. Az özvegy királynét haláláig házi őrizetbe helyezték, Lao Aj (Lao Ai)tól született fiait kivégezték. Mikor a botrányban játszott szerepe i. e. 235-ben kiderült, Lü Pu-vej (Lü Buwei)t száműzték, ő pedig a megtorlástól való félelmében megmérgezte magát. Csao Cseng (Zhao Zheng) teljhatalmú urává vált királyságának. Lü Pu-vej (Lü Buwei) helyére Li Szé (Li Si)t nevezte ki kancellárnak.

### Az első orgyilkossági kísérlet
Cseng (Zheng) király sorra aratta a győzelmeket a környező országok felett. Egyik riválisa, Jen (Yan) állam kicsi volt, katonailag gyenge és területén gyakran fosztogattak. Ezért az állam trónörököse, Tan (Dan) i. e. 227-ben orgyilkosokat fogadott Cseng (Zheng) meggyilkolására. Csing Ko (Jing Ke) kóbor kardforgató és társa, Csin Vu-jang (Qin Wuyang) vállalta a feladatot.

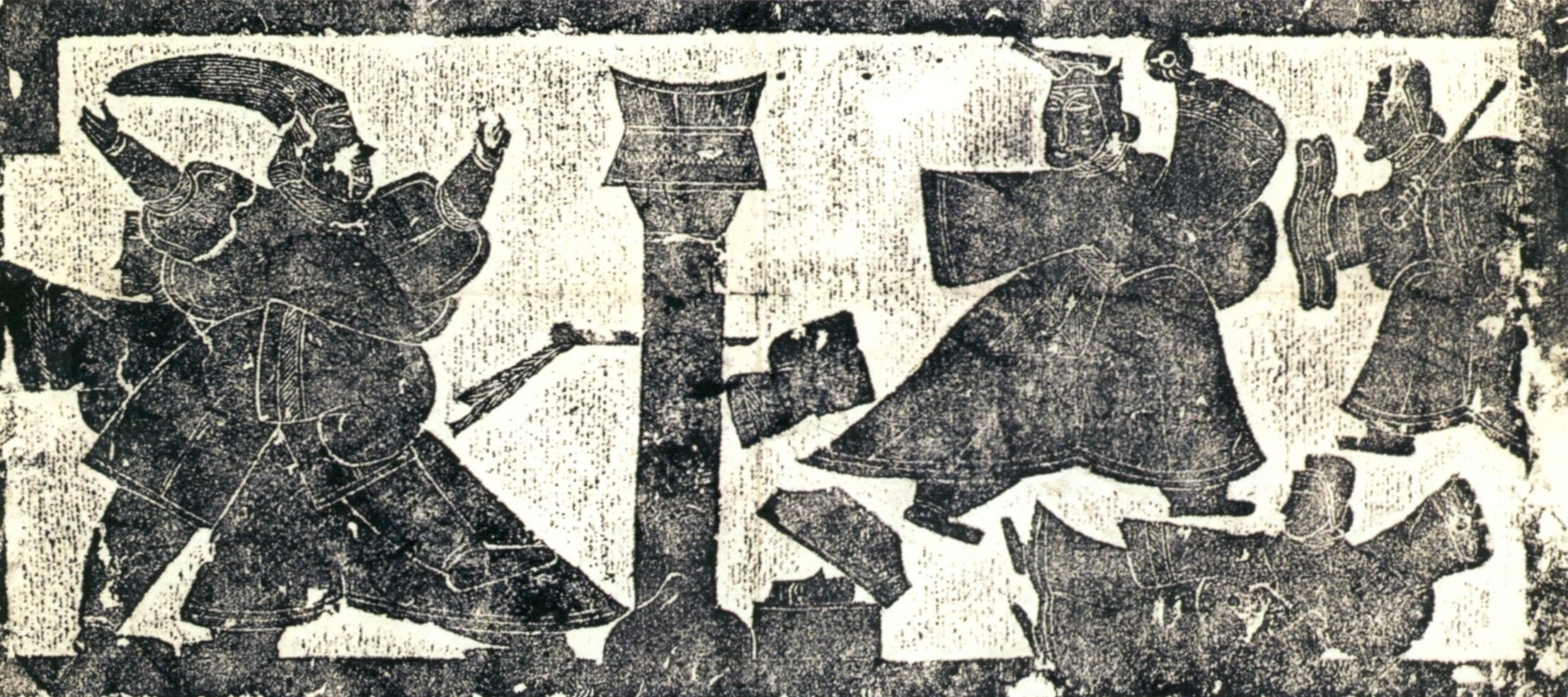
Csing Ko (Jing Ke) merényletkísérlete a császár ellen (3. századi ábrázolás a Keleti Han-dinasztia idejéből)

Tervük az volt, hogy ajándékot visznek a királynak, egy térképet és Fan Vu-csi (Fan Wuji) hadvezér levágott fejét. A trónteremben azonban Csin Vu-jang (Qin Wuyang) olyan ideges lett, hogy remegése miatt nem tudott előrelépni. Csing Ko (Jing Ke) megmagyarázta hogy társa csak megilletődött a Menny Fiának jelenlététől és maga tette le az ajándékokat a király lábaihoz. Mikor a térképet kibontotta, kiderült, hogy egy tőrt rejtett el benne. Cseng (Zheng) király hátrahőkölt, talpra állt és megpróbálta előrántani hosszú kardját. Udvaroncainak nem volt fegyvere, csak papírtekercseiket dobálva lassíthatták a merénylőt. Csing Ko (Jing Ke) a király után vetette magát, próbálta megdöfni, de elvétette. Cseng (Zheng) végre kirángatta a kardját és megsebesítette az orgyilkost a combján. A lesántult Csin Ko (Jing Ke) a királyra dobta a tőrét, de ezúttal sem talált. Cseng (Zheng) ezután nyolc súlyos sebet ejtett az orgyilkoson, mire testőrei betörtek a terembe és megölték mindkét támadót. Öt évvel később Csin (Qin) annektálta Jen (Yan) államot.

### A második orgyilkossági kísérlet
Csing Ko (Jing Ke) barátja, Kao Csien-li (Gao Jianli) meg akarta bosszulni a halálát. Híres volt szép lantjátékáról és egy nap meghívták, hogy lépjen fel a király előtt. A palotában azonban felismerték, mint az orgyilkos barátját, a király azonban nem akart megöletni egy ilyen tehetséges művészt, csak a szemeit szúratta ki. Cseng (Zheng) király ezután már nem tartott tőle és szívesen hallgatta a játékát. Kao Csien-li (Gao Jianli) egyszer ólomnehezéket tett a lantjába és megpróbálta vele leütni Cseng (Zheng)et, de melléütött, őt pedig kivégezték.

### Kína egyesítése

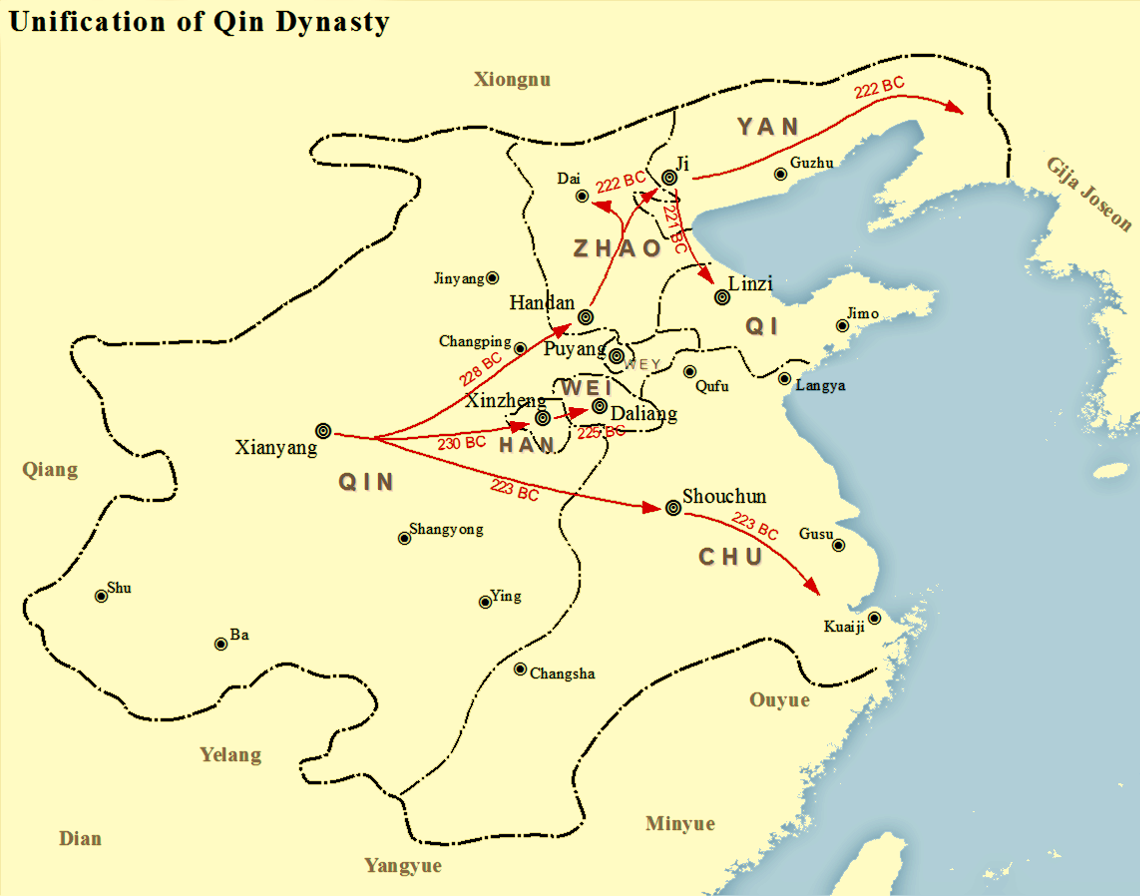
A hét hadakozó fejedelemség és Csin (Qin) hadjáratai

I. e. 230-ban Cseng (Zheng) nekilátott, hogy legerősebbként a hadakozó fejedelemségek közül valamennyi rivális államot meghódítsa.
Először Han állam esett el, még i. e. 230-ban. A következő évben a természeti csapások által is sújtott Csao (Zhao) következett, ahol Cseng (Zheng) is született. A király bosszút állt azokon, akik gyerekkorában rosszul bántak vele, megkerestette és kivégeztette őket.
Csaó (Zhao)t i. e. 228-ban annektálták, majd két évvel később meghódították Jen (Yan) északi felét, i. e 225-ben a Vej (Wei) államot, majd i. e. 223-ban a legerősebb, legnagyobb kihívást jelentő Csu (Chu)t is.
I. e. 222-ben Jen (Yan) maradékát kebelezte be Csin (Qin) és elfogták a Liaotung (Liaodong)-félszigetre menekült királyi családot is. Az utolsó önálló királyság a keleti Santung (Shandong)-félszigeten elterülő Csi (Chi) maradt. Csi (Chi) fiatal királya 2000 katonát vezényelt a nyugati határra. I. e. 221-ben Csin (Qin) hadserege északról támadt, elfogták a királyt és annektálták Csi (Chi)t.
Cseng (Zheng) király ismét egyesítette a Csou (Zhou)-dinasztia után fejedelemségekre hullott Kínát, sőt jelentős új területeket hódított meg. Jelezve, hogy új korszakot nyitott az ország történetében, még ugyanebben az évben, i. e. 221-ben Első Császárrá kiáltotta ki magát. Az uralkodó a hatalom szimbólumából, a szent jádekorongból (hosipi (heshibi)) faragtatta császári pecsétjét; ennek feliratát ("a Mennyek által felhatalmazva éljen sokáig és gyarapodjék") Li Sze (Li Si) kancellár írta. A pecsét a császárok értékes kincse maradt és számos generációt kiszolgált.
Délen tovább folytak a hódító hadjáratok a jüe törzsek ellen, melyek során a mai Kuangtung (Guangdung) tartományt és Észak-Vietnám egy részét is a Csin (Qin)-dinasztia uralma alá hajtották.

## Csin(Qin)császára

### Belső reformok

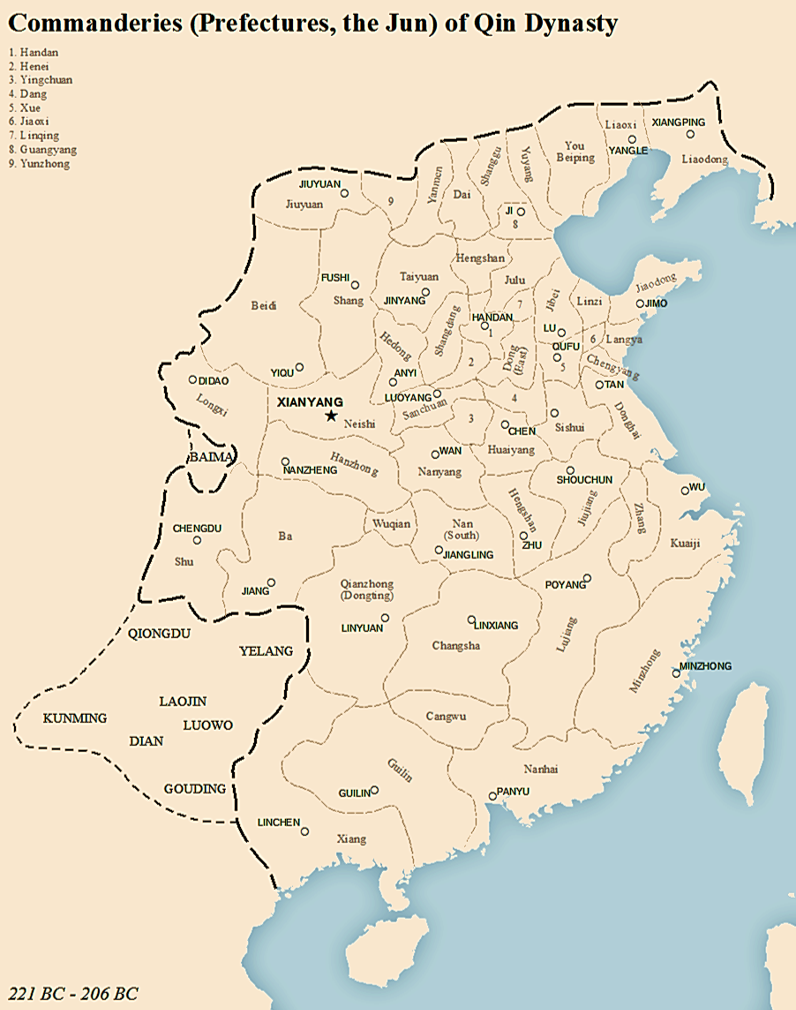
A Csin (Qin)-dinasztia állama és közigazgatási felosztása

Hogy elkerülje a hadakozó fejedelemségek kora politikai káoszának visszatérését, Csin Si Huang (Qin Shi Huang) és főminisztere, Li Sze (Li Si) teljesen felszámolta a feudális rendszert. A birodalmat 36 (számuk később 40 fölé emelkedett) ún. parancsnokságra (郡, csun (Jùn)) osztották, azokat tovább megyékre (縣, hszien (Xiàn)), kerületekre (鄉, hszaing (Xiāng)) és száz családból álló egységekre (里, li (Li)). Ez a rendszer nagyon különbözött a korábbi dinasztikus birodalmakétól, amelyek alapvetően szövetségek és föderációk laza halmaza voltak. Az embereket megfosztották lokális, korábbi feudális államokhoz fűződő identitásuktól, valamennyien a Csin-birodalom polgárai (秦受, Csin sou (Qín shòu)) lettek. A hivatali előmenetel ezután nem a nemesi rangtól, hanem az egyéni teljesítménytől függött.

### Gazdasági reformok
A császár és főminisztere egységes mértékegységeket, egységes pénzt vezetett be az egész birodalomban, sőt még a szekerek tengelyhosszúságát is szabványosították, hogy annak megfelelően építsenek utakat és gyorsítsák a szállítást. Az uralkodó nagyszabású út- és csatornaépítési programba kezdett, hogy összekösse egymással a tartományokat. A helyi fizetőeszközöket megszüntették és új pénzt vezettek be, a bronzból készült, 7,2 grammos pan liang (ban liang)ot. Az utókor szempontjából legfontosabbnak az egységes írásrendszer megteremtése bizonyult. Li Sze (Li Si) szabványosította a Csin (Qin)-féle pecsétírást (ennek különböző változatait is megszüntette) és ezt tette kötelezővé a meghódított tartományokban is, hogy egész Kína egy írást használjon, egy nyelvet beszéljen.

### Államfilozófia
Bár a hadakozó fejedelemségek korában folytonos volt a háborúzás, a politikai bizonytalanság, mégis ez volt a szabad gondolkodás aranykora. Csin Si Huang (Qin Shi Huang) felszámolta a gondolkodás "száz iskoláját", köztük a konfucionistát is. Kína egyesítése után a többi irányzat betiltását követően a legizmus vált a Csin (Qin)-dinasztia hivatalos államfilozófiájává.
I. e. 213-tól kezdődően, Li Sze (Li Si) tanácsára, és hogy a történetírók ne hasonlíthassák uralkodását a régebbi korokhoz, a császár elégettetett minden könyvet, kivéve a gyakorlati hasznot nyújtókat (asztrológia, jóslás, mezőgazdaság és orvostudomány témában) és a Csin (Qin) királyságának történetével foglalkozókat. Ezáltal egyúttal kivonta a forgalomból a betiltott írásrendszerek képviselőit is. Költészeti és történelmi írások birtoklását különösen súlyosan büntették. A történetíró feljegyzései szerint a következő évben Csin Si Huang (Qin Shi Huang) 460 tudóst temettetett el élve, mert tiltott könyveket találtak náluk. A császár legidősebb fia, Fu-szu nyíltan kritizálta apjának ezt a lépését.
Egy újabb kutatás szerint a tudósok élve eltemettetése lehet, hogy csak egy konfuciánus legenda; eszerint a császár egy csapat alkimistát végeztetett ki, miután azok hamis ígéretekkel félrevezették. A Han-korszakban a Csin (Qin)-dinasztiát hűen szolgáló konfuciánusok ezzel az incidenssel igyekeztek magyarázni, hogy miért szakítottak a bukott dinasztiával. Konfuciusz leszármazottja, Kung An-kuo (Kong Anguo) (孔安國 kb. i. e. 165 – i. e. 74) átírta a szövegben az alkimistát kunfuciánusokra és a mártírok legendája köré költött egy történetet, hogyan találtak ősei házában egy lebontott fal mögött elveszett konfuciánus könyveket. A császár könyvtárában megmaradtak a betiltott könyvek, de ezek többsége elpusztult, amikor i. e. 206-ban a lázadó Hsziang Jü (Xiang Yu) felgyújtotta a palotát.
Az Első Császár követte a követte a kínai filozófia öt elem (föld, fa, fém, tűz, víz) elméletét is. Az ő születési eleme a víz volt, ami a fekete színhez kapcsolódott (az előző Csou (Zhou)-dinasztia domináns elemének a tüzet tartották, amelyhez a vörös volt a színe). A fekete lett a ruhák és a zászlók alapszíne. Szintén a császár születési idejéhez kapcsolódott az, hogy észak lett az alapirány, a tél a fő évszak és a hat a szerencseszám. A hivatalos kalapok magasságát hat hüvelykben (cun; összesen 15 cm), a szekerek szélességét 6,6 lábban (csi (chi), 2,2 m) határozták meg.

### A harmadik orgyilkossági kísérlet

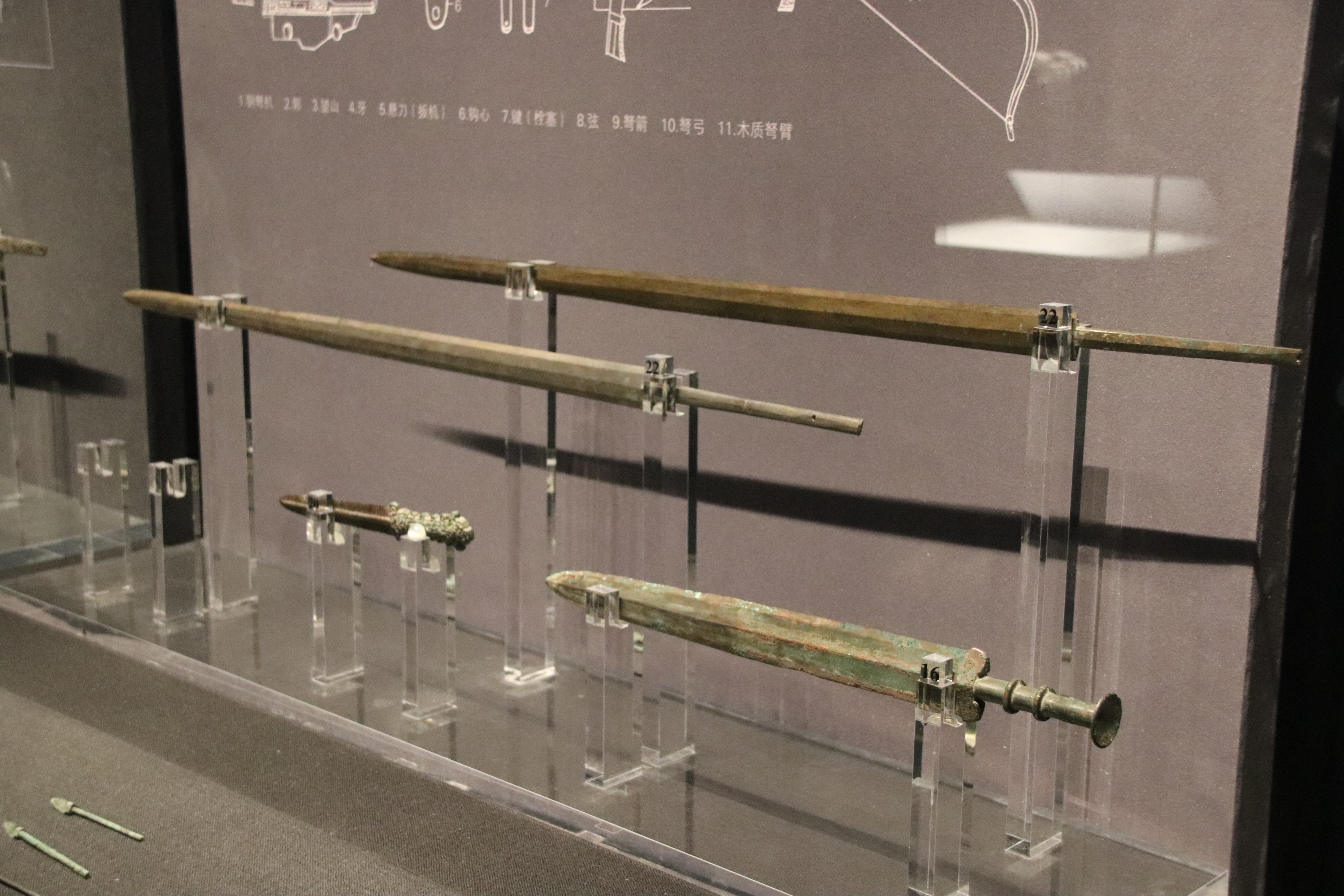
Bronzkardok a Csin (Qin)-dinasztia korából

Miután i. e. 230-ban Csin (Qin) legyőzte Han államát, egy ottani arisztokrata, Csang Liang (Zhang Liang) megfogadta hogy bosszút áll az ellenséges királyon. I. e. 218-ban pénzzé tette értékeit, készíttetett egy 160 fontos pörölyt (72–95 kg különböző becslések szerint) és felbérelve egy erős férfit, elbújtak a hegyekben az út mentén, amerre a császárnak kellett elhaladnia. Amikor a menet odaért, az erős ember a legdíszesebb hintóra dobta a pörölyt, amely összetört és mindenkit megölt odabent. A császár azonban éppen az orgyilkosoktól való félelme miatt a szomszédos hintóban utazott, így megmenekült. A merénylőket üldözőbe vették, de sikerült elmenekülniük.

### Építkezések

#### A Nagy Fal
A Csin (Qin) királyság, majd a birodalom hosszú ideje harcolt az északi és északnyugati határain élő nomádokkal. A hsziungnu törzsek ellen hosszas, sikertelen háborúkat vívtak, de nem sikerült őket elűzni vagy meghódoltatni. A császár ezért a nomád betörések megakadályozása érdekében óriási kiterjedésű védőfal építését rendelte el. A több százezer ember mozgósításával, ismeretlen számú emberélet feláldozásával készített fal volt az elődje a mai kínai Nagy Falnak. Magába foglalt számos védőfalat, amelyet a korábbi évszázadok során építettek az akkori államok és a kisebb falakkal összekötötték a könnyen védhető természetes képződményeket, a folyókat és meredek sziklafalakat.
Csin Si Huang-ti (Qin Shi Huangdi) leromboltatta a birodalom belsejébe eső, a korábbi hadakozó fejedelemségek által emelt falakat, mert tartott tőle hogy a központi hatalom meggyengülése esetén azok segítenék az újabb feudális kiskirályságok kialakulását. A nagy északi fal azonban nem jelentette egy végleges határ kialakítását a nomádokkal szemben, ezt a későbbi hódítások, terjeszkedések támaszpontjaként akarták felhasználni. Mivel az építkezés nagy mennyiségű nyersanyagot emésztett fel és a szállítás nehézkes volt, az építők igyekeztek a helyi anyagokat felhasználni. A hegyekben a fal a helyben fejtett kövekből, síkságon döngölt földből készült. A Csin (Qin)-fal hosszáról és vonalának fekvéséről nem árulkodnak a korabeli források. Az évszázadok során nagy része elpusztult, csak töredékei maradtak fenn a mai napig. Az építkezés során meghalt munkások száma sem ismert, de egyes történészek százezres nagyságrendre, vagy akár egymillióra teszik.

#### ALing-csu(Lingqu)csatorna
Egy dél-kínai mondás szerint északiaknak ott van a Nagy Fal, a délieknek pedig a Lingcsu (Lingqu)-csatorna. A császár i. e. 214-ben kezdte el a csatorna építését, hogy meggyorsítsa a hadsereg utánpótlásának szállítását. A 34 kilométeres csatorna összeköti a Jangce és a Gyöngy-folyó vízgyűjtőjét, így vízi kapcsolatot teremt Észak- és Dél-Kína között. A nagy víziutak egyesítésével a Csin (Qin) hadsereg könnyebben folytathatta délnyugati irányú hódításait. A csatorna az ókori Kína három nagy mérnöki teljesítményének egyike (a másik kettő a Nagy Fal és a Tucsiangjani öntözőrendszer Szecsuánban).

### Az életelixír
Az idősödő Csin Si Huang-ti (Qin Shi Huangdi) rettegett a haláltól és kétségbeesetten kutatta a legendás életelixírt, amely állítólag örök életet biztosított annak, aki megitta. A halhatatlanság utáni vágyában sok mindennel megpróbálkozott, számos szóbeszédtől hagyta magát félrevezetni. A halhatatlanság hegyének kutatása során három alkalommal is elutazott Csi-fu (Zhifu) szigetére. Egyik útja során az egyik szigetlakót, Hszü Fu (Xu Fu)t megbízta, hogy szereljen fel egy hajót és több száz fiatal férfi és nő társaságában keresse meg a tengeren a legendás Peng-laj (Penglai) hegyet és a rajta élő, ezeréves An-csi Seng (Anqi Sheng)et, aki ismerte az életelixír titkát. A hajó azonban soha nem tért vissza (talán mert a hajósok féltek a büntetéstől ha az elixír nélkül mutatkoznak) és a monda szerint Japánban telepedtek le. Lehetséges, hogy a könyvégetés, a "felesleges" irodalmi és költészeti művek elpusztítása részben azt a célt is szolgálta, hogy a birodalom tudós koponyáit az elixír kutatásának irányába fordítsa vagy hogy kipróbálja, hátha valamelyik rendelkezik természetfölötti tudással és visszatér az életbe. A császár a gonosz szellemektől is tartott, több mint 200 palotáját ellátta alagutakkal és fedett folyosókkal, hogy a szellemek ne lássák közlekedni.

## Halála

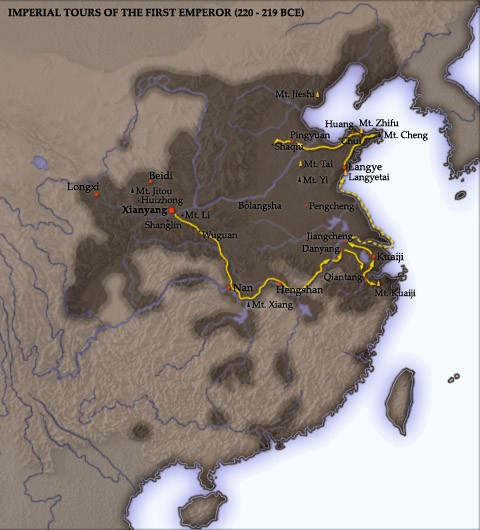
Csin Si Huang (Qin Shi Huang) birodalominspekciós útjai

Állítólag i. e. 211-ben egy nagy meteor zuhant le a Sárga-folyó alsó folyásánál, amelyre egy ismeretlen személy azt a feliratot írta „Az Első Császár meghal, országát felosztják”. Mikor a császár tudomást szerzett erről, vizsgálóbizottságot küldött a helyszínre. Mivel senki sem vallotta be, hogy ő írta volna a próféciát, a környék minden lakóját kivégezték, a meteort pedig porrá törték.
I. e. 210-ben a császár ötödik útjára indult birodalma keleti részébe. Nyáron a mai Santung (Shandong) tartomány északkeleti részén, mintegy két hónapnyi járásra a főváros Hszienjang (Xianyang)tól, súlyosan megbetegedett és júliusban vagy augusztusban sacsiu (shaqiu)i palotájában meghalt. Halálának oka nem ismert. Később feltételezték, hogy alkimistái és udvari orvosai higanytartalmú pirulákat készítettek neki életelixírként, és azoktól kapott mérgezést.
A zsarnok uralkodó halálát követően Li Sze (Li Si) főminiszter aggódni kezdett, hogy a hírre általános felkelés kezdődik a birodalomban. A főváros két hónapnyi távolságra volt, így képtelen lett volna időben elfojtani a lázadást. Li Sze (Li Si) úgy döntött, hogy amíg vissza nem érnek Hszienjang (Xianyang)ba, eltitkolja Csin Si Huang-ti (Qin Shi Huangdi) halálát. A kíséret nagy része nem is tudott semmit, csak a császár fiatalabb fiát, Hu-haj (Huhai)t (a leendő Második Császárt) és öt-hat eunuchot avatott be a titokba. A főminiszter egy-egy szekér romló halat rendelt a császár hintója elé és után, hogy elnyomja a nyári melegben bomlani kezdő holttest szagát. A hintó függönyeit behúzták, hogy senki sem lássa az arcát, ruháit naponta cserélték és időnként ételt adtak be mellé.
Két hónapnyi utazás után elérték a fővárost és bejelentették az Első Császár halálát. Csin Si Huang-ti (Qin Shi Huangdi) nem szeretett a halálról beszélni és nem hagyott maga után végrendeletet sem. A szokás szerint idősebb fia, Fu-szu (Fusu) követte volna a trónon. Li Sze (Li Si) és Csao Kao (Zhao Gao) főeunuch összeesküvést szőtt Fu-szu (Fusu) megölésére, mert tartottak annak kedvenc hadvezérétől, Meng Tien (Meng Tian)től; Meng Tien (Meng Tian) fivére, egy tekintélyes miniszter korábban már megbüntette Csao Kaó (Zhao Gaó)t. Úgy vélték, hogy ha az idősebb fiú kerül trónra, ők elveszítik pozíciójukat; ezért hamisítottak egy levelet Csin Si Huang-ti (Qin Shi Huangdi) nevében, amelyben öngyilkosságra utasították Fu-szu (Fusu)t és Meng hadvezért. Azok engedelmeskedtek az utasításnak, így a birodalom trónját a fiatalabbik fiú, Hu-haj (Huhai) foglalta el, aki felvette a Csin Er Si Huang-ti (Qin Er Shi Huangdi) (Második Császár) uralkodói nevet.

## Családja
Csin Si Huang-ti (Qin Shi Huangdi) családjából a következő nevek ismertek:
- Szülei[69]
  - Apja: Csuang-hsziang (Zhuangxiang), Csin (Qin) királya
  - Anyja: Csao Csi (Zhao Ji)
- Féltestvérei:
  - Cseng-csiao (Chegjiao) herceg, törvényes féltestvér egy másik anyától[70] Lord of Chang'an[27]
  - Két ismeretlen nevű anyai féltestvér Csao Csi (Zhao Ji) és Lao Aj (Lao Ai) törvénytelen kapcsolatából.
- Gyermekek:
  - Fu-szu (Fusu), trónörökös (1. fiú)[71]
  - Kao (Gao)
  - Csiang-lü (Jianglü)
  - Hu-haj (Huhai), trónra lépése után Csin Er Si Huang-ti (Qin Er Shi Huangdi) (18. fiú)[71]

A császárnak mintegy 45 gyereke volt (kb. 30 fiú és 15 lány) különböző ágyasaitól, akik közül nem nevezett ki hivatalos császárnét. Gyerekei többségének neve ismeretlen.

## Sírja
Csin Si Huang-ti (Qin Shi Huangdi) i. e. 215-ben utasította Meng Tien (Meng Tian) hadvezért, hogy kezdje el a császári mauzóleum építését. Erre a célra 300 ezer (Sze-ma Csien (Sima Qien) szerint 720 ezer) munkást bocsátott a rendelkezésére. Sze-ma Csien (Sima Qien) nem említi, hogy agyagból hadsereget készítettek volna a sír őrzésére. 1974-ben azonban parasztok kútásás közben katonák szobrait találták meg, majd a feltárást követően kiderült, hogy több ezer agyagszobor található a helyszínen. A katonákat öntőformákban készítették, majd utólag kézzel tették egyénivé őket. A kész szobrokat befestették. Feladatuk az volt, hogy a túlvilágon megvédjék a császárt a gonosz szellemektől. Az agyagkatonákon kívül harci szekereket és mintegy 40 ezer bronzfegyvert helyeztek el a sír mellett.

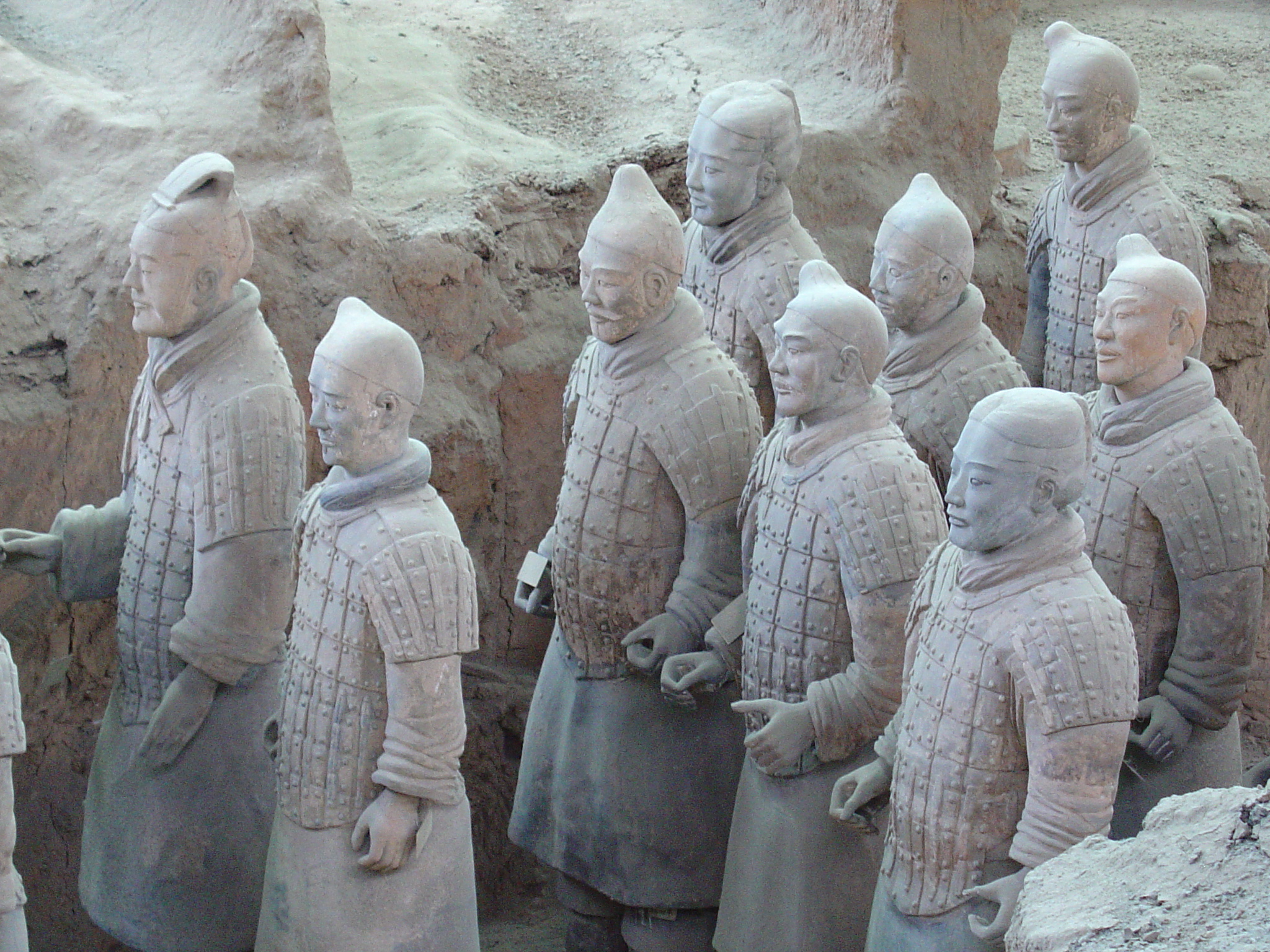
Élethű agyagkatonák az Első Császár sírjánál

A feltehetően a császár sírját rejtő hatalmas halomsírt már fél évszázada azonosították, de még nem nyitották fel, mert maximális mértékben szeretnék megőrizni a leletek állagát. Sze-ma Csien (Sima Qien) szerint a sírban paloták másolatait, tornyokat, luxuscikkeket, 100 higanyfolyót, az égitestek másolatait helyezték el, és felhúzott számszeríjcsapdák gondoskodnak arról, hogy senki se zavarja a császár örök álmát. A sír Hszien (Xi'an) városától mintegy 30 km-re, a Li-hegy tövében épült. A sírba bocsátott szondák szokatlanul magas (mintegy százszoros) higanykoncentrációt mutattak, vagyis a krónikásnak legalábbis részben igaza lehet. A síron dolgozó munkásokat állítólag megölték, hogy ne árulhassák el a helyét.

### Megítélése

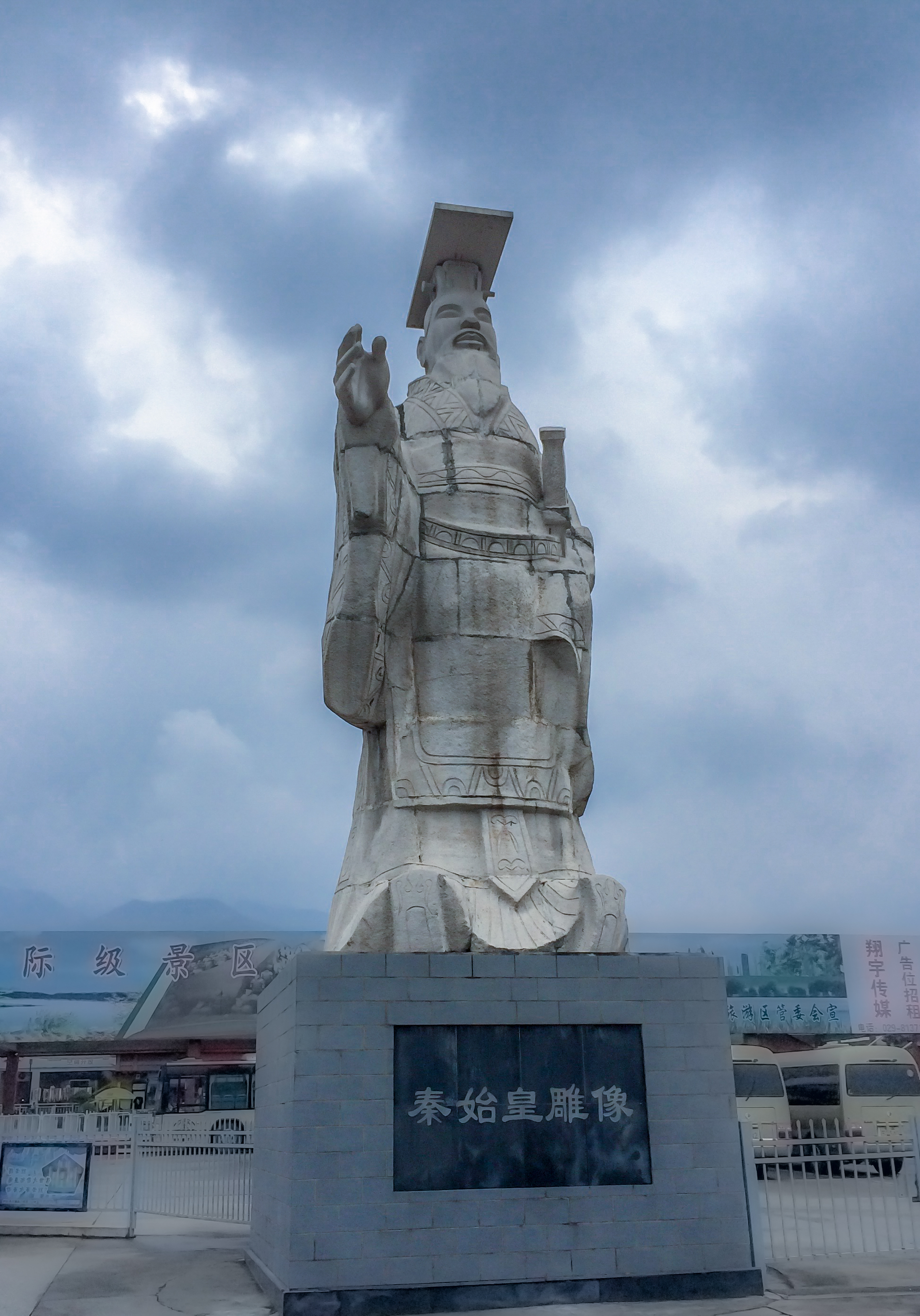
Csin Si Huang-ti (Qin Shi Huangdi) szobra Handan városában

A klasszikus kínai történetírás az ország első császárát brutális zsarnokként mutatta be, aki rettegett az orgyilkosoktól. Államának vezérlő ideológiáját, a legizmust a konfuciánus filozófusok már i. e. 266-tól rendszeresen kritizálták. A későbbi konfuciánus krónikások különösen a könyvégetést és a tudósok legyilkolását vetették a szemére és összeírták Csin (Qin) tíz bűnét, amelyben zsarnoki tetteit sorolták fel.
A Csin (Qin)-dinasztia után néhány évtizeddel munkálkodó Csia Ji (Jia Yi) költő és államférfi Csin (Qin) vétkei c. művében foglalta össze véleményét a dinasztia bukásáról, szerinte ennek oka az volt, hogy az Első Császárból hiányzott a humánum és a jog tisztelete. A későbbiekben a konfuciánus történetírás az ő szövegét vette alapul. Az érvelés és ékesszólás mesterművének tartott írást bemásolták a Han-korszak krónikáiba és évszázadokkal később is éreztette hatását a kínai politikai gondolkodásban.
A 20. században, miután a nyugati hatalmak megalázták és kis híján gyarmatosították Kínát, a konfuciánus filozófiára már úgy tekintettek, mint ami gátolja az ország alkalmazkodását a modern időkhöz. Azokban az időkben, amikor külföldi katonák rabolták ki Pekinget, a kínaiak kezdtek pozitívabb szemmel tekinteni Csin Si Huang-ti (Qin Shi Huangdi)ra, aki kiűzte az északi barbárokat és felépítette ellenük a Nagy Falat. Egy 1941-ben megjelent életrajzában már a kínai történelem egyik legnagyobb hőseként említik (és párhuzamot vonnak az ő és Csang Kaj-sek (Jiang Jieshi) élete között). Mao Ce-tung (Mao Zedong) győzelme után ismét – alapvetően kritikusan – újraértékelték az Első Császár alakját és a korszellemnek megfelelően Kína egyesítését nem nemzeti hőstettként, hanem az uralkodó osztály hódító és egységesítő céljait követő műveletnek tekintették; ennek megfelelően a Csin (Qin)-dinasztia bukását is az osztályharc (parasztfelkelés) okozta.
Az 1970-es években ismét fordulatra került sor és az újabb történelemkönyvek Csin Si Huang-ti (Qin Shi Huangdi)t nagy léptékű, hosszú távon gondolkodó államférfinak írják le, aki legyőzte a széthúzó, országot megosztó erőket és a múltat legyőzve elsőként egyesítette Kínát. A klasszikus történetírásban annyira hangsúlyozott személyiségjegyeit (mint pl. a halhatatlanság megszállott kutatása) alig említik. Pozitívan értékelik, hogy habozás nélkül, akár erőszakot is alkalmazva sújtott le a haladást ellenző ellenforradalmi erőkre (mint pl. a rabszolgatartó burzsoá Lü Pu-vej (Lü Buwei)re). Negatívumként hozzák fel, hogy nem volt elég alapos és halála után a rejtőző retrográd erők Csao Kao (Zhao Gao) főeunuch vezetésével visszaállították a feudális rendszert.

## Fordítás
- Ez a szócikk részben vagy egészben  a   Qin Shi Huang című angol Wikipédia-szócikk ezen változatának fordításán alapul.  Az eredeti cikk szerkesztőit annak laptörténete sorolja fel. Ez a jelzés csupán a megfogalmazás eredetét és a szerzői jogokat jelzi, nem szolgál a cikkben szereplő információk forrásmegjelöléseként.

| Előző uralkodó: - | Kínai császár Kr. e. 221 – Kr. e. 210 | Következő uralkodó: Csin Er Si Huang-ti |